# 秋吉 (焼き鳥)
秋吉（あきよし）は、福井県福井市に本部を置く株式会社秋吉グループ本部傘下の企業が展開する焼き鳥チェーン。
看板などに「やきとりの名門」と銘打っている。

## 概要

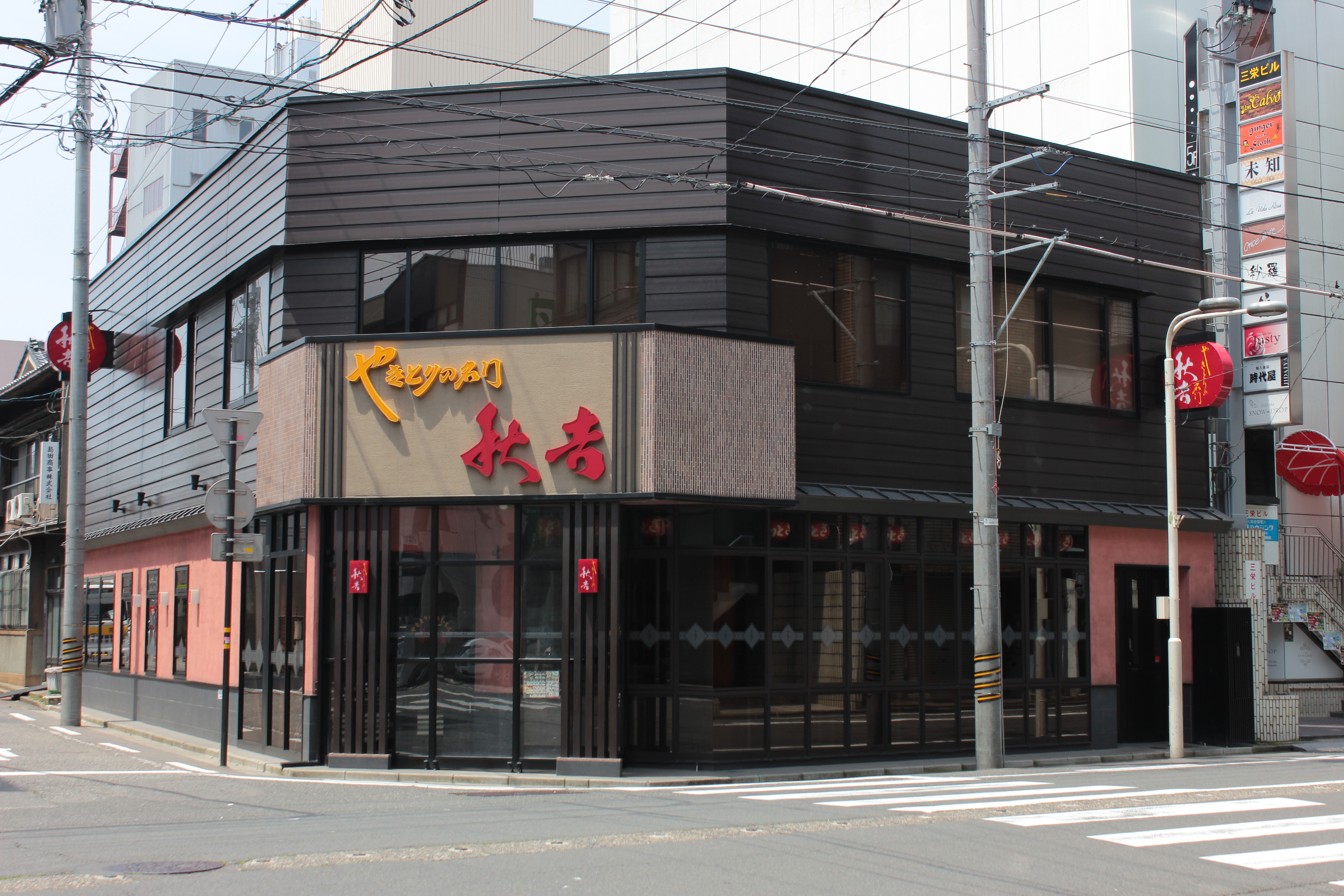
秋吉の発祥となった福井片町店（福井県福井市）、現在は創業地とは異なる場所に店舗を構えている。

1959年（昭和34年）6月、福井市呉服町（現在の福井市順化二丁目）に開店したわずか四坪の個人営業の店舗からスタートした。2017年時点、福井県を中心に16都府県に109店舗を展開する。焼き鳥の他、串カツをはじめとする揚げ物、一品料理を提供する。焼き鳥はほとんどのメニューが「5本単位」で注文するスタイルとなっている。
ヨーロッパ軒、アトム、8番らーめんなどとともに、1970年代には既に福井県（8番らーめんは石川県を拠点に北陸地方3県）の広範囲で展開し現存する数少ない外食チェーンのひとつで、県内では持ち帰り専門店、移動店舗によるスーパーマーケット駐車場での販売やイベント出店などで見かける機会も少なくない。
福井市は総務省の調査による焼き鳥の1世帯当たり年間支出額が県庁所在地と政令指定都市の全52市中青森市に次ぐ2位となっており、焼き鳥好きの県民性の傾向がうかがえるが、秋吉はその一翼を担っているとも報じられている。
2012年に福井市下河北町に新工場を建設して福井市・勝山市にあった5つの工場を集約し、本社を福井市光陽から移転した。
客からいただいた御代で給料が賄われているという理由から、店の客は「社長」または「お嬢ちゃん」と呼ばれている。

## 出店地域
詳細は公式サイトの 店舗紹介 を参照。
福井県
福井市、敦賀市、大野市、勝山市、鯖江市、あわら市、越前市、坂井市、永平寺町
福井県外の日本国内進出地域
東京都、神奈川県、山梨県、石川県、富山県、長野県、新潟県、静岡県、愛知県、滋賀県、京都府、大阪府、兵庫県、広島県、愛媛県
店舗数は大阪府大阪市が最多、福井市、東京都特別区を含めた3地域では各10店舗以上営業。基本的には市街地展開だが、福井県では車社会ということもあり代行運転が発達しているため、バイパス沿いのロードサイド店もある。

## 関連会社
- 株式会社秋吉（福井県福井市光陽）
- 株式会社秋吉グループ東京本部（東京都豊島区西池袋）
- 株式会社秋吉グループ大阪本部（大阪府大阪市北区曽根崎）
- 株式会社秋吉グループ四国本部（愛媛県松山市三番町）
- 有限会社秋吉フーズ（福井県福井市下河北町）
- 株式会社福吉食品（福井県福井市光陽）